# Балдин, Силуан Фемистоклович
Силуан Фемистоклович Балдин (англ. Siluan Femistoklovich Baldin; 1870—1961) — русский военный деятель, генерал-майор РИА.

## Биография
Родился 22 июля 1870 года на Мотовилихинском заводе Пермской губернии в православной семье коллежского секретаря Фемистоклея Ивановича и его жены Капитолины Ивановны. Брат полковника РИА М. Ф. Балдина.
В 1887 году окончил Симбирский кадетский корпус, вступив в военную службу 1 сентября этого же года. Затем в 1890 году окончил Николаевское инженерное училище, откуда был выпущен подпоручиком в 13-й сапёрный батальон. В 1892 году был произведён в поручики. По состоянию на май 1896 года служил в 17-м сапёрном батальоне.
В 1896 году окончил Николаевскую военно-инженерную академию, получив чин штабс-капитана за отличные успехи в учёбе и был переведён в военные инженеры. С августа 1897 года Силуан Балдин был репетитором Николаевской инженерной академии и училища. Капитан с 1898 года. Стал штатным преподавателем Николаевской инженерной академии и училища в 1900 году, прослужив в этой должности по 1909 год. Подполковник с 1902 года, полковник с 1906 года. Экстраординарный профессор Николаевской инженерной академии с марта 1909 года. Также читал лекции в Петроградском техническом училище. Был постоянным членом технического комитета Главного военно-технического управления с августа 1914 года. Чин генерал-майора получил в 1915 году.
Во время Первой мировой войны Балдин был командирован в Северо-Американские Соединенные Штаты во главе миссии, которая закупала военное снаряжение для Русской императорской армии. В 1917 году вернулся в Россию.
После Октябрьской революции примкнул к Белой армии. В июле 1918 года, после занятия Екатеринбурга частями Сибирской армии, служил в штабе гарнизона города. С 16 августа этого же года убыл в штаб Сибирской армии. После Гражданской войны, в 1922—1925 годах, находился в эмиграции в Чехословакии.
С 1926 года жил в США. Работал инженером в различных компаниях. Был членом Русской академической группы и Русского исторического общества в США. Написал несколько книг по инженерному делу. Умер на Ямайке 28 апреля 1961 года. Похоронен на кладбище Ново-Дивеевского православного женского монастыря в штате Нью-Йорк.

## Награды
- Был награждён орденами Св. Станислава 2-й степени (1905), Св. Анны 2-й степени (1909), Св. Владимира 4-й степени (1912), Св. Владимира 3-й степени (1914), Св. Станислава 1-й степени (1916).